# Biscogniauxia africana
Biscogniauxia africana är en svampart som beskrevs av Y.M. Ju & J.D. Rogers 1998. Biscogniauxia africana ingår i släktet Biscogniauxia och familjen kolkärnsvampar.   Inga underarter finns listade i Catalogue of Life.